# Lomaptera pulchella
Lomaptera pulchella är en skalbaggsart som beskrevs av Oliver Erichson Janson 1905. Lomaptera pulchella ingår i släktet Lomaptera och familjen Cetoniidae. Inga underarter finns listade i Catalogue of Life.